# ТЦИФА Нашнал Академи
ТЦИФА Нашнал Академи (енгл. Turks and Caicos Football Association National Academy)  је вишенаменски стадион на Провиденсијалесу, острвима Туркс и Кејкос. Углавном се користи за фудбалске утакмице. Стадион прима 3.000 посетилаца и изграђен је 2004. године.
Стадион је део спортског комплекса Грејсвеј, који поред фудбалског стадиона има фудбалски терен и атлетски стадион. Првобитно стадион је примао само 500 посетилаца.